# Фримен, Орвилл
Орвилл Фримен (англ. Orville Freeman; 9 мая 1918 — 20 февраля 2003) — американский политик, губернатор Миннесоты (1955—1961), министр сельского хозяйства США (1961—1969). Один из основателей Демократической фермерско-трудовой партии Миннесоты.

## Биография
Фримен родился 9 мая 1918 года в Миннеаполисе (Миннесота), в семье Орвилла и Фрэнсис Фримен. Окончил Миннесотский университет. Участвовал во Второй мировой войне. В 1950 и 1952 году Фримен баллотировался на посты генерального прокурора Миннесоты и губернатора штата соответственно, но проигрывал выборы. Однако в 1954 году ему удалось избраться на последнюю должность, и в 1955 году он вступил в неё. В 1956 и 1958 годах Фримен переизбирался губернатором Миннесоты, а в 1961 году был назначен министром сельского хозяйства США при президенте Кеннеди, которого номинировал на пост в 1960 году. После убийства главы государства в 1963 году Фримен остался на должности министра при Джонсоне и проработал в его кабинете до 1969 года.

## Личная жизнь
2 мая 1942 года Фримен женился на Джейн Шилдс. У пары родилось двое детей: Майкл и Констанция.